# Виттреск
Виттре́ск (швед. Hvitträsk «белое озеро») – вилла в Киркконумми на берегу озера Виттреск-ярви, расположенном в 30 километрах к западу от Хельсинки. Основная часть виллы была построена в 1903 году финскими архитекторами Элиэлем Саариненом, Германом Гезеллиусом и Армасом Линдгреном. Архитектурный объект считается жемчужиной финского национального романтизма и с 1971 года функционирует как музей.

## История
В 1896 году выпускники политехнического института в Хельсинки Элиэль Сааринен (1873–1950), Армас Линдгрен (1874–1929) и Герман Гезеллиус (1874–1916) организовали свое архитектурное бюро «Гезеллиус, Линдгрен, Сааринен» (Arkkitehtitoimisto Gesellius, Lindgren, Saarinen), просуществовавшее до 1904 года. Наиболее известными работами архитекторов стали вилла Виттреск, Национальный музей Финляндии, центральный железнодорожный вокзал Хельсинки со всей инфраструктурой и павильон Финляндии на Всемирной выставке в Париже 1900 года, который совместил в себе архитектурные формы, объединяющие мотивы народного зодчества Северной Европы, немецкого югендстиля и английского модерна. Этот павильон вместе с виллой считаются одним из первых примеров финского национального романтизма.
Строительство виллы Виттреск началось в 1902 году. В 1903 году бюро «Гезеллиус, Линдгрен, Сааринен» переехало из Хельсинки в Виттреск, тем самым превратив виллу из места проживания в дом-студию. Окончательное переселение архитекторов со своими семьями состоялось в 1904 году. На рубеже 1904 и 1905 годов архитектурное бюро распалось в силу жизненных и творческих разногласий его участников. Еще до въезда семейств в Виттреск был расторгнут брак между Элиэлем Саариненом и Матильдой  Гюльден, а в марте 1904 каждый из них вступил в новый союз: Гюльден вышла замуж за Германа Гезеллиуса, а Сааринен женился на Луизе (Лое), сестре Гезеллиуса. В январе 1905 года Армас Линдгрен вместе с семьей вернулся в Хельсинки в связи со своими возрастающими обязанностями художественного руководителя Центральной школы прикладного искусства (позже известной как Университет промышленного искусства). Сааринен и Гезеллиус продолжали жить и сотрудничать в доме-студии до 1907 года, а после начали работать отдельно. В 1916 году Гезеллиус умер, и Виттреск полностью перешел во владение Сааринена.
18 июля 1922 года на вилле случился пожар. Спроектированная Линдгреном часть дома – шпиль и северное крыло – сгорела дотла. В декабре того же года Сааринен узнал о своей победе на конкурсе по проектированию новой штаб-квартиры для газетного издательства «Чикаго трибюн» в США. В результате этого все семейство переехало в Соединенные Штаты в 1923 году. Тем не менее Сааринен посещал Виттреск каждое лето вплоть до продажи виллы в 1949 году. До 1968 года Виттреск находился во владении Анелмы и Райнера Вуорио. Затем вилла перешла банку и спустя год оказалась у Фонда «Wuorio», осуществившего реставрацию архитектурного объекта между 1969 и 1971 годами. В 1971 году основное здание стало музеем, а остальные постройки преобразились в кафе и ресторан. В 1981 году ответственность за содержание и право собственности было выкуплено государством при поддержке Национального совета по древностям.

## Вилла

### Здания
Виттреск – это комплекс, состоящий из нескольких зданий. Одним из основополагающих принципов архитектурного объекта является его гармонирование с ландшафтом, что достигается за счет использования естественных природных материалов. Сааринен прокомментировал архитектурный стиль своего первого архитектурного бюро следующим образом: 
|  | «Мы вернулись к природе материала и пытались найти простой и честный способ его использования» |

Идея Виттреска состояла в том, чтобы соединить рабочий офис и жилое пространство в сельской обстановке. Архитектурный комплекс расположен в лесистой местности на берегу озера Виттреск, в 30 километрах от Хельсинки. Уже в начале XX века неподалеку от виллы была железнодорожная станция, обеспечивающая быстрое и удобное сообщение со столицей.
Для фундамента были использованы гранитные валуны. Главное здание в южной части архитектурного ансамбля, спроектированное Саариненом в стиле национального романтизма, также известного под названием «северный модерн», сложено из сосновых бревен на манер карельских изб. Армас Линдгрен спроектировал северную часть, отличительной чертой которой стала срубная башня-бельведер со шпилем. Части Сааринена и Линдгрена соединены просторной общей архитектурной мастерской. Черный дом Гезеллиуса, построенный из просмоленных до черноты бревен с приземистой башней из гранитных валунов, находится на противоположной стороне двора. Части Линдгрена и Гезеллиуса напоминают английские и немецкие образцы усадебной архитектуры.

### Интерьер
Внутреннее убранство также спроектировано и реализовано лично архитекторами и их знакомыми художниками.
«…Помещения в доме были оформлены в истинно национальном «вкусе», с использованием богатой орнаментации и эстетическим осмыслением «обнаженных» балочных конструкций. Убранство интерьеров удачно дополняла и оригинальная по формам мебель, специально выполненная в соответствии с чертежами зодчих».
Интерьер дома составляют ковры и мебель ручной работы (в том числе – кукольная в детских комнатах), витражи, печи и камины, отделанные глазурованной плиткой цвета морской волны, чеканная медная утварь, настенные подсвечники и дверцы, узоры на деревянных предметах, выполненные в технике инкрустации металлической нитью. 

## Гости
Виттреск стал своеобразным культурным центром и местом встреч передовых умов и деятелей искусства начала прошлого столетия. На вилле в то или иное время гостили композиторы Ян Сибелиус, Роберт Каянус и Густав Малер, немецкий историк искусства Юлиус Мейер-Грефе, венгерский скульптор Геза Мароти, итальянский литературный критик и писатель Уго Ойетти, финские архитекторы Густав Стренгелль и Бертель Юнг, художники Аксели Галлен-Каллела, Вайно Бломстедт, Ээро Ярнефельт и Алпо Сайло. Кроме того, в Виттреске также бывал и Максим Горький. Русский писатель провел зиму 1905 года в Хельсинки у Галлен-Каллела, прячась от царских жандармов. Сааринену Горький запомнился стоящим на балконе Виттреска:
|  | «Наиболее ярко мне запомнилось, как он [Горький] стоял на балконе башни в Виттреске одной прекрасной летней ночью; запрокинув свои большие, длинные руки к звездному небу, пристально смотря на темные сине-зеленые холмы, освещенные неземным сиянием, он воскликнул: “И есть люди, утверждающие, что Бога нет!”» |

## Музей
С 1971 года Виттреск стал доступен широкой общественности в качестве музея. Сегодня музей можно посетить с 1 мая по 30 сентября. Посещение во время Международного дня музеев бесплатно. На территории работает кафе и сувенирная лавка. Доступны услуги гида.

## Галерея

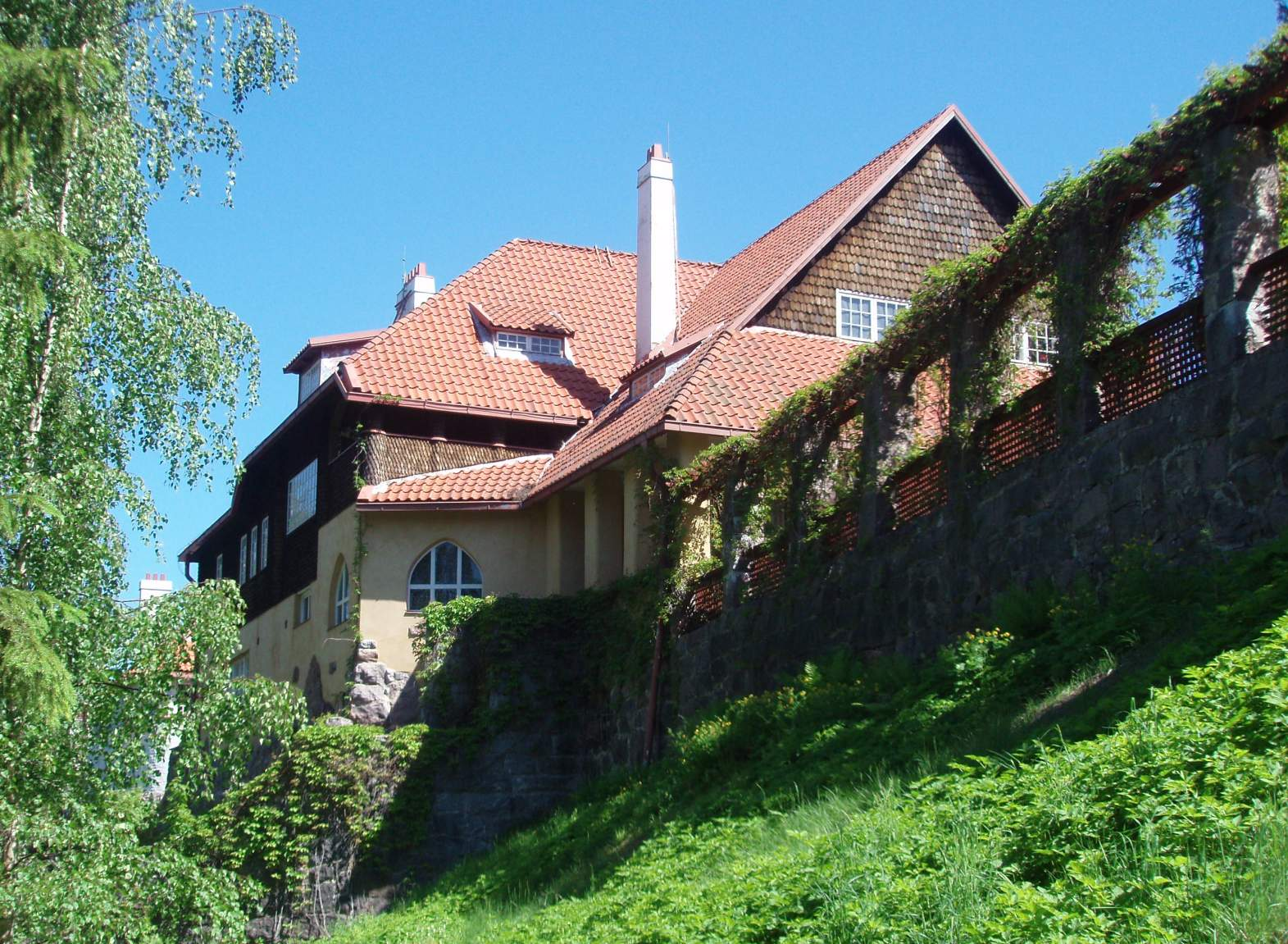
Вид на здание со стороны озера
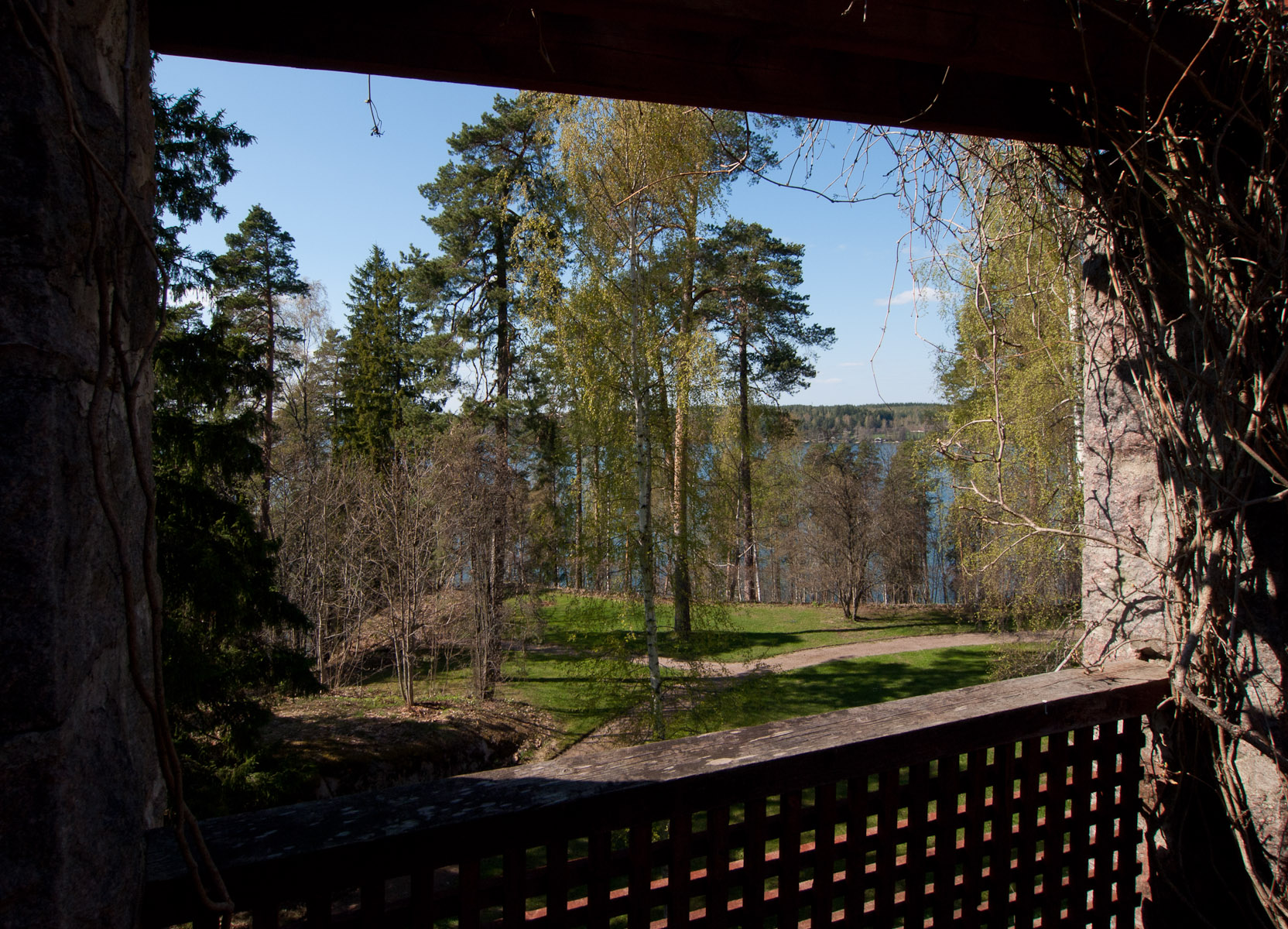
Вид на озеро
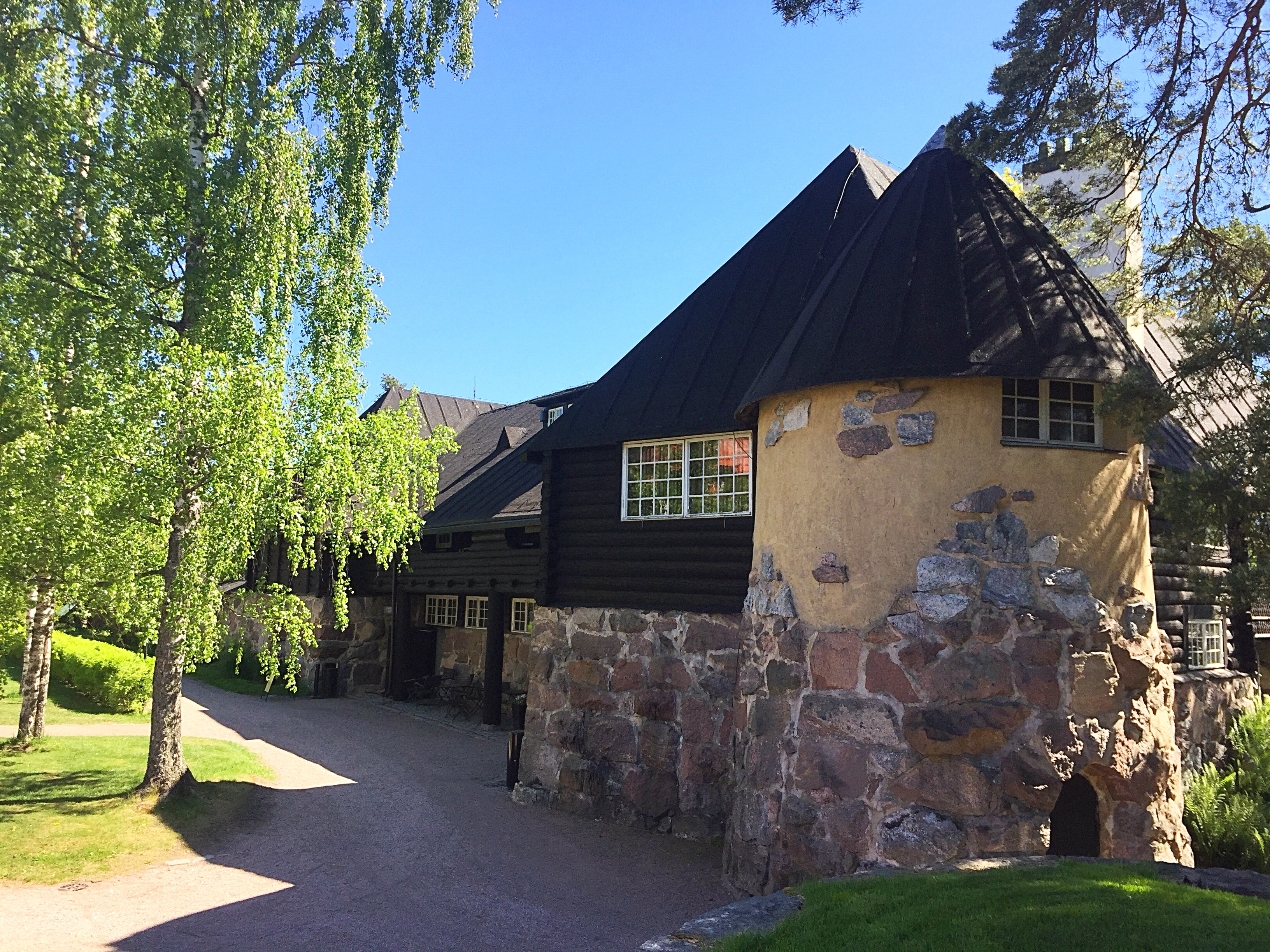
Кафе
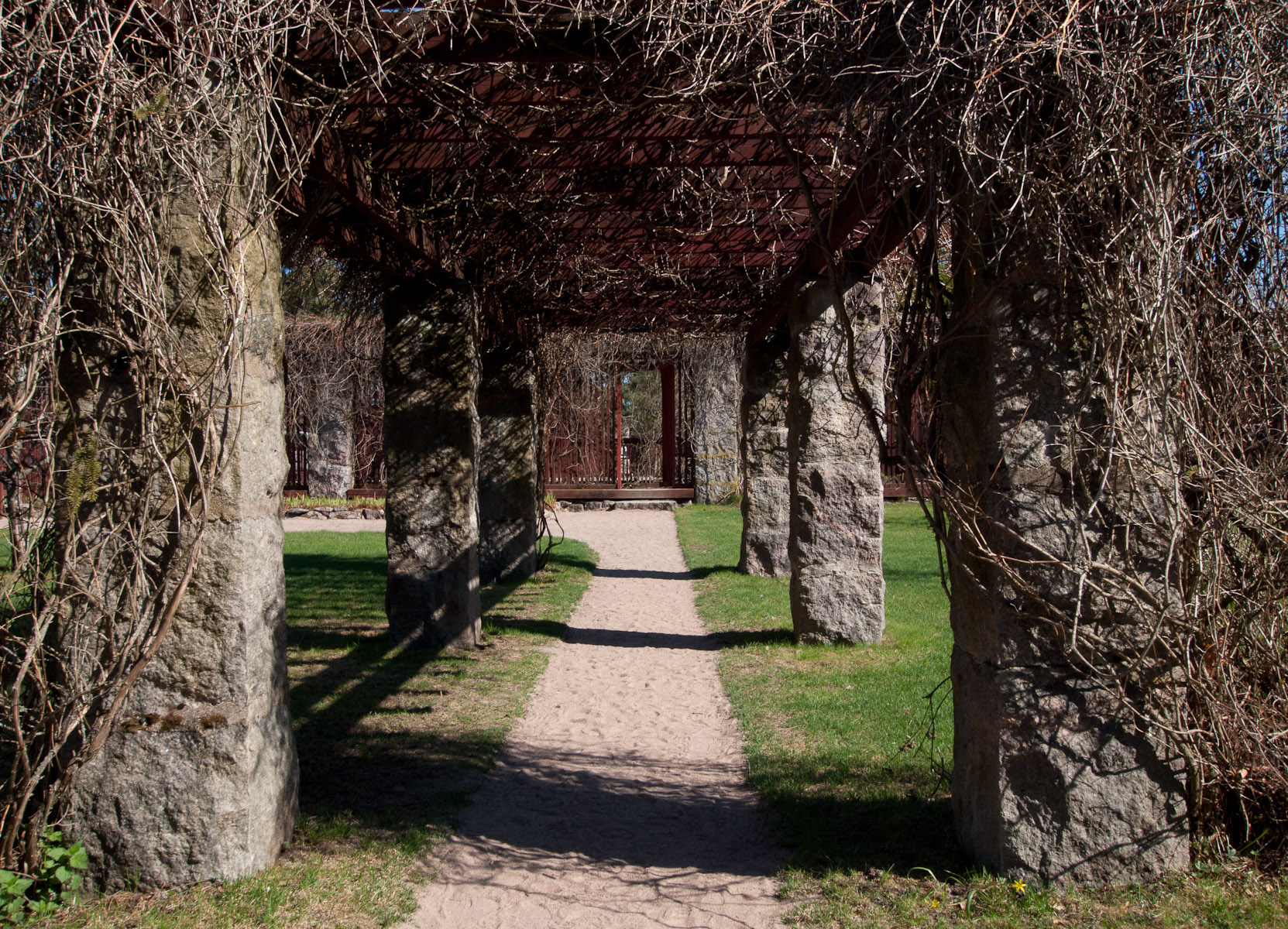
Парковые пропилеи
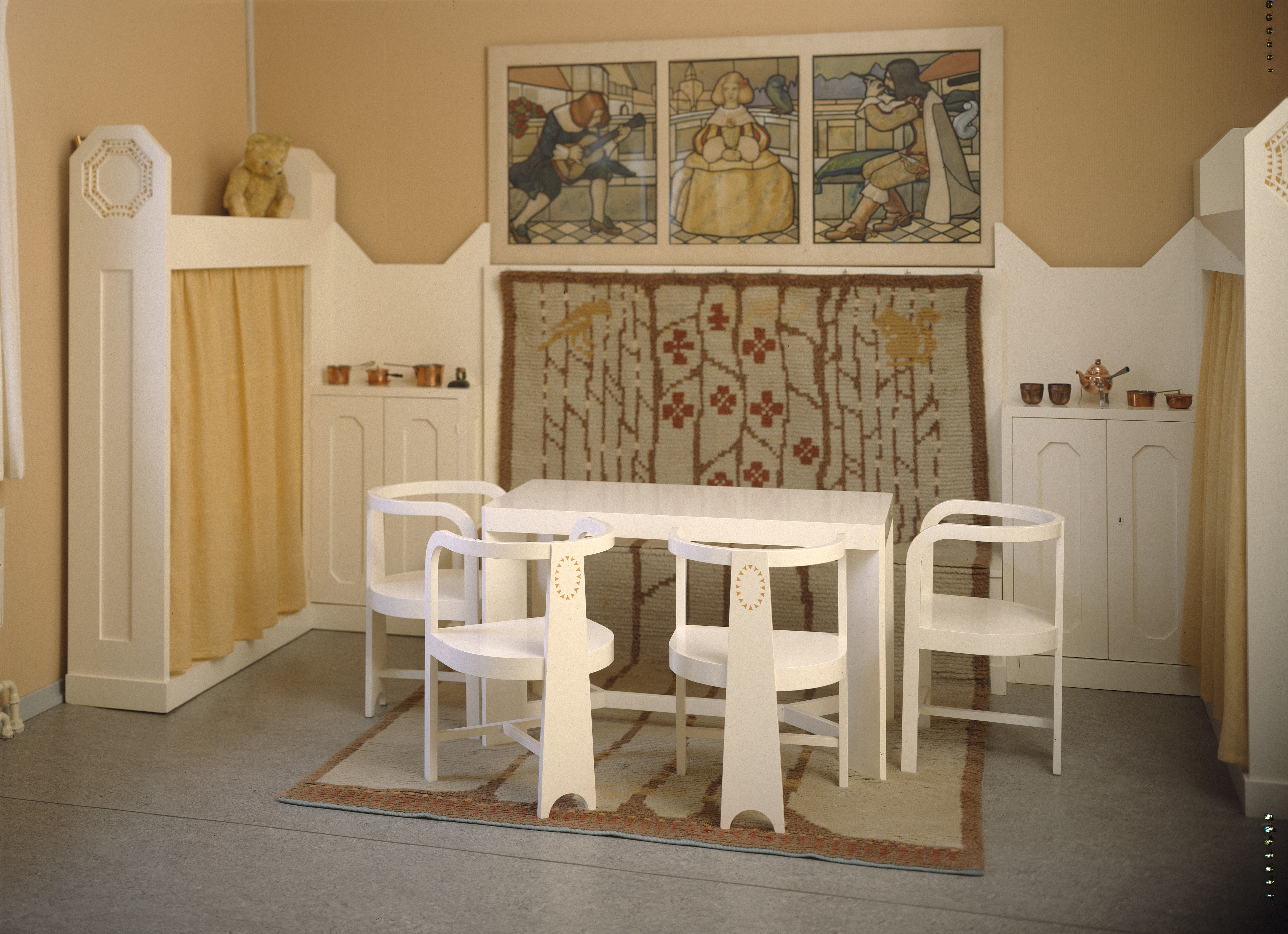
Детская комната
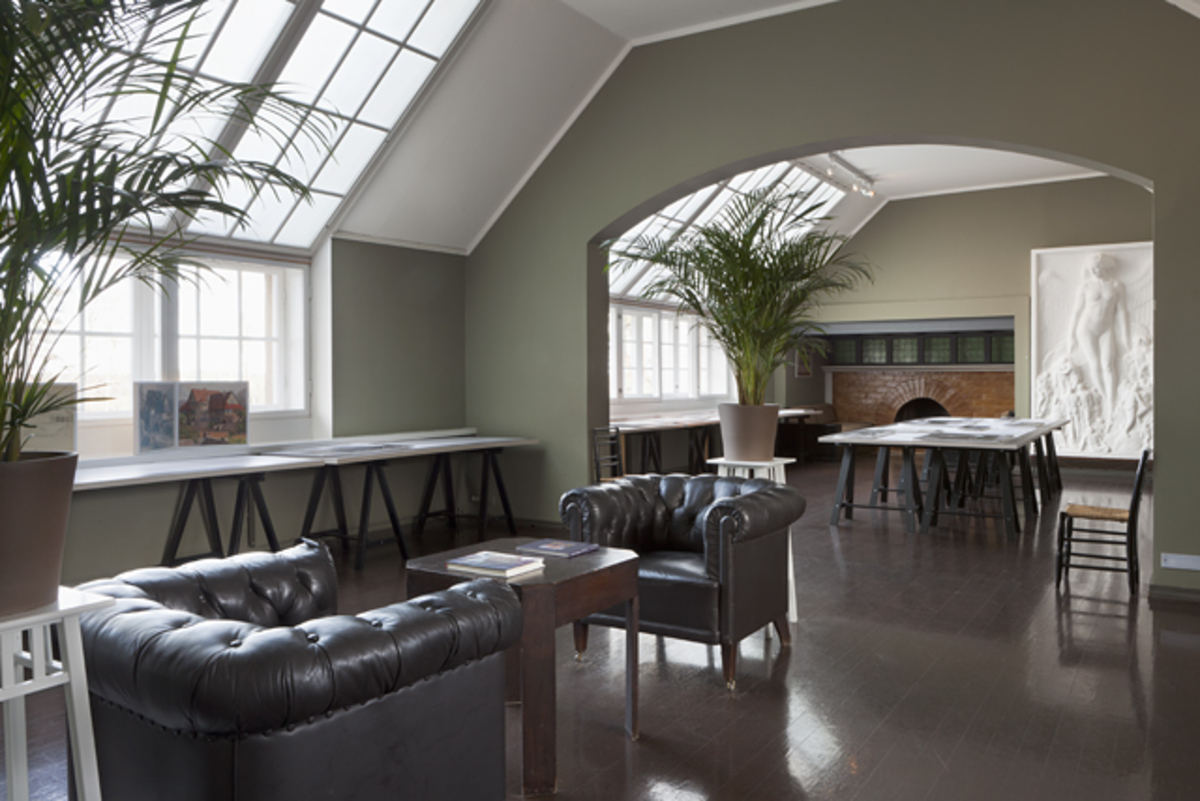
Студия
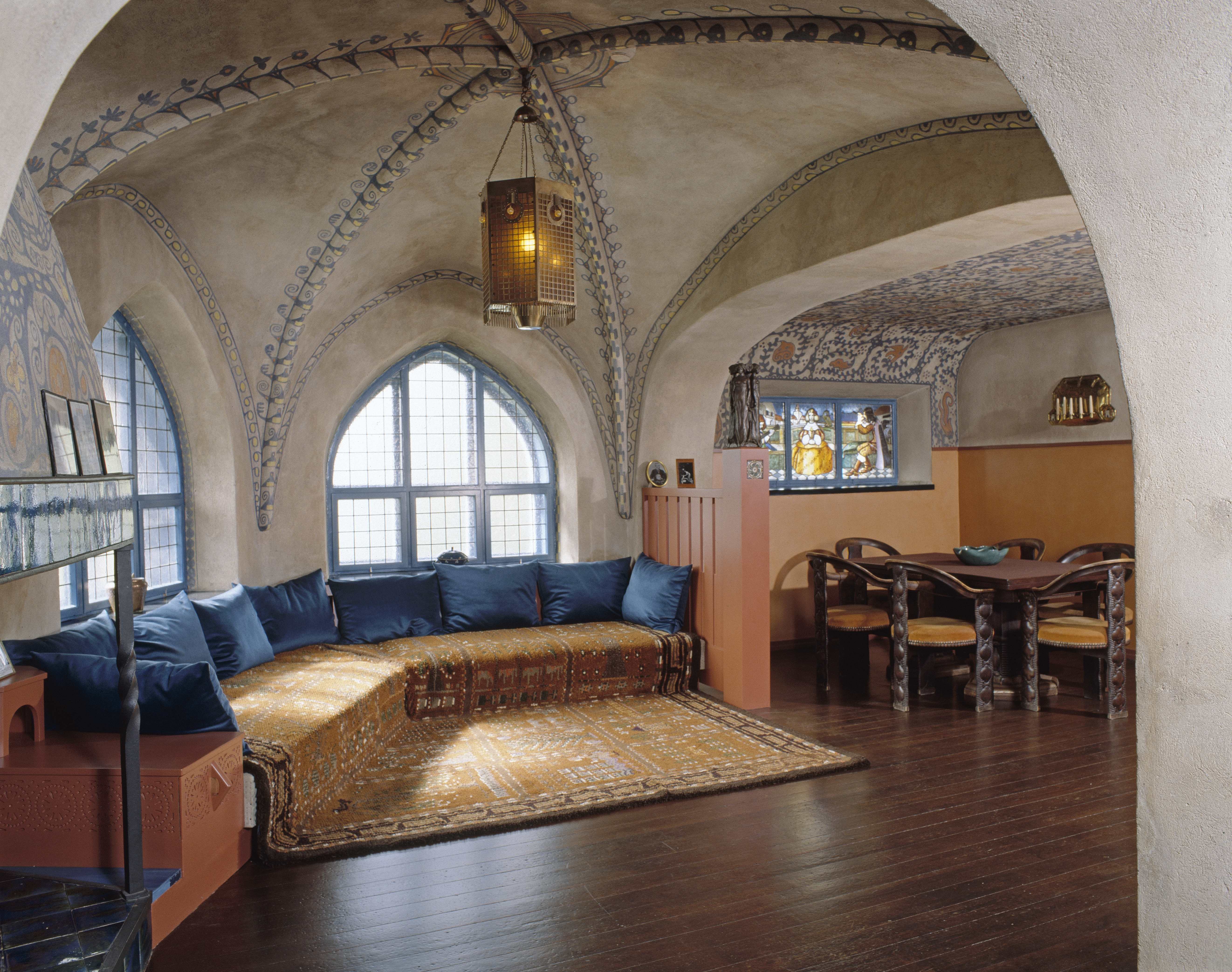
Столовая комната
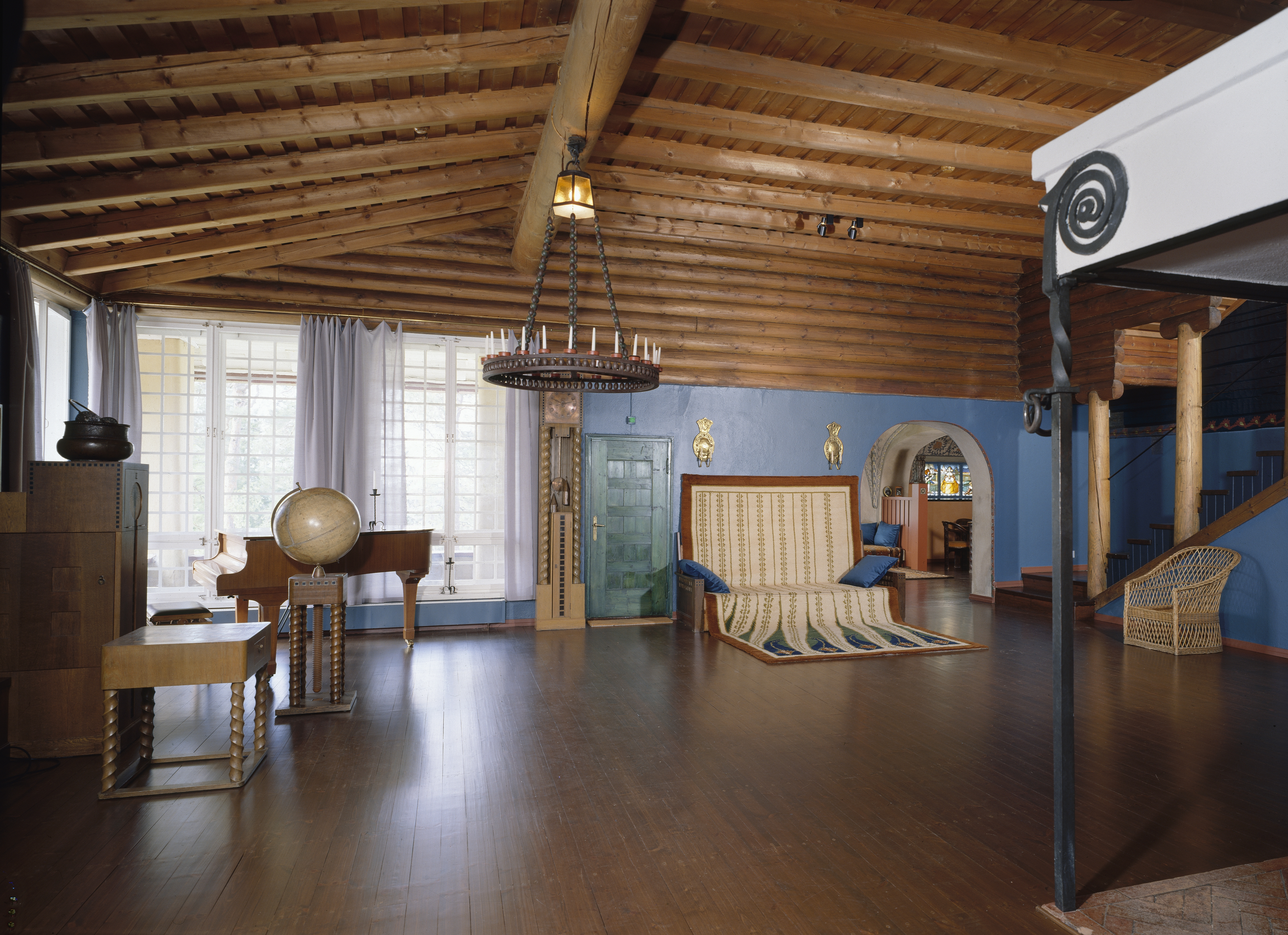
Гостиная
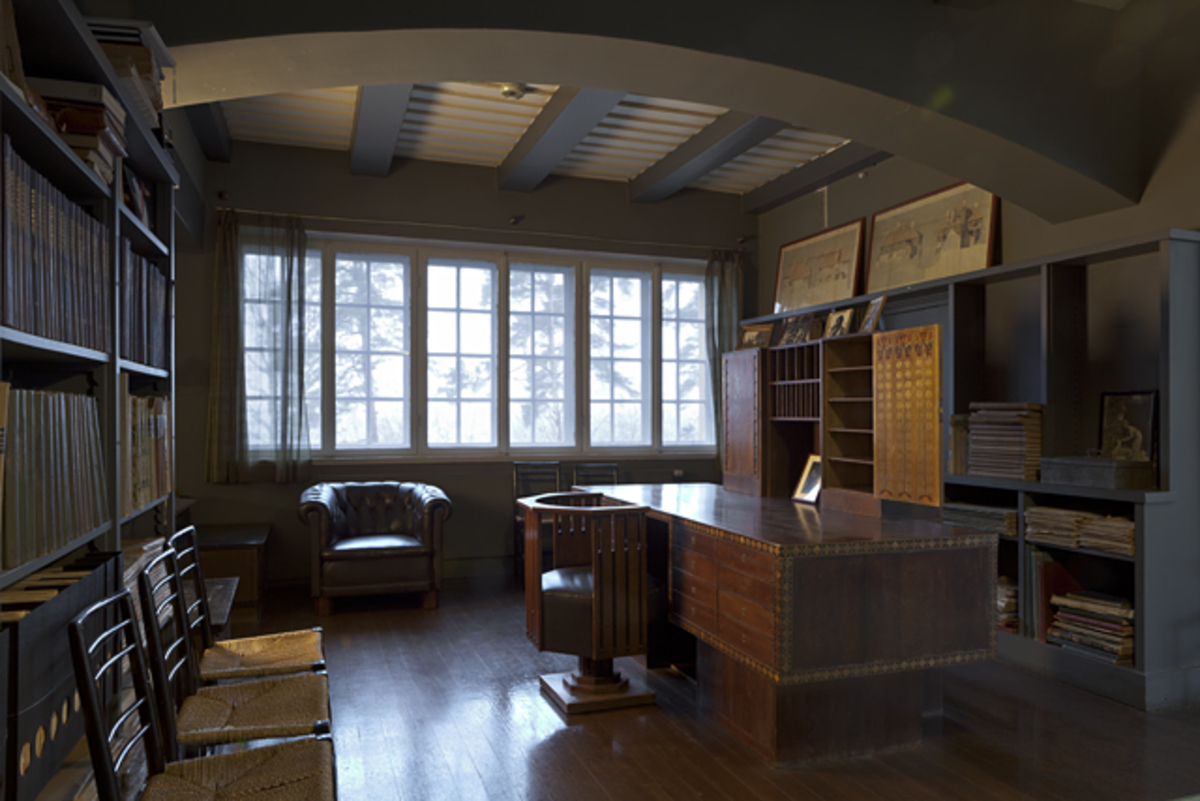
Библиотека
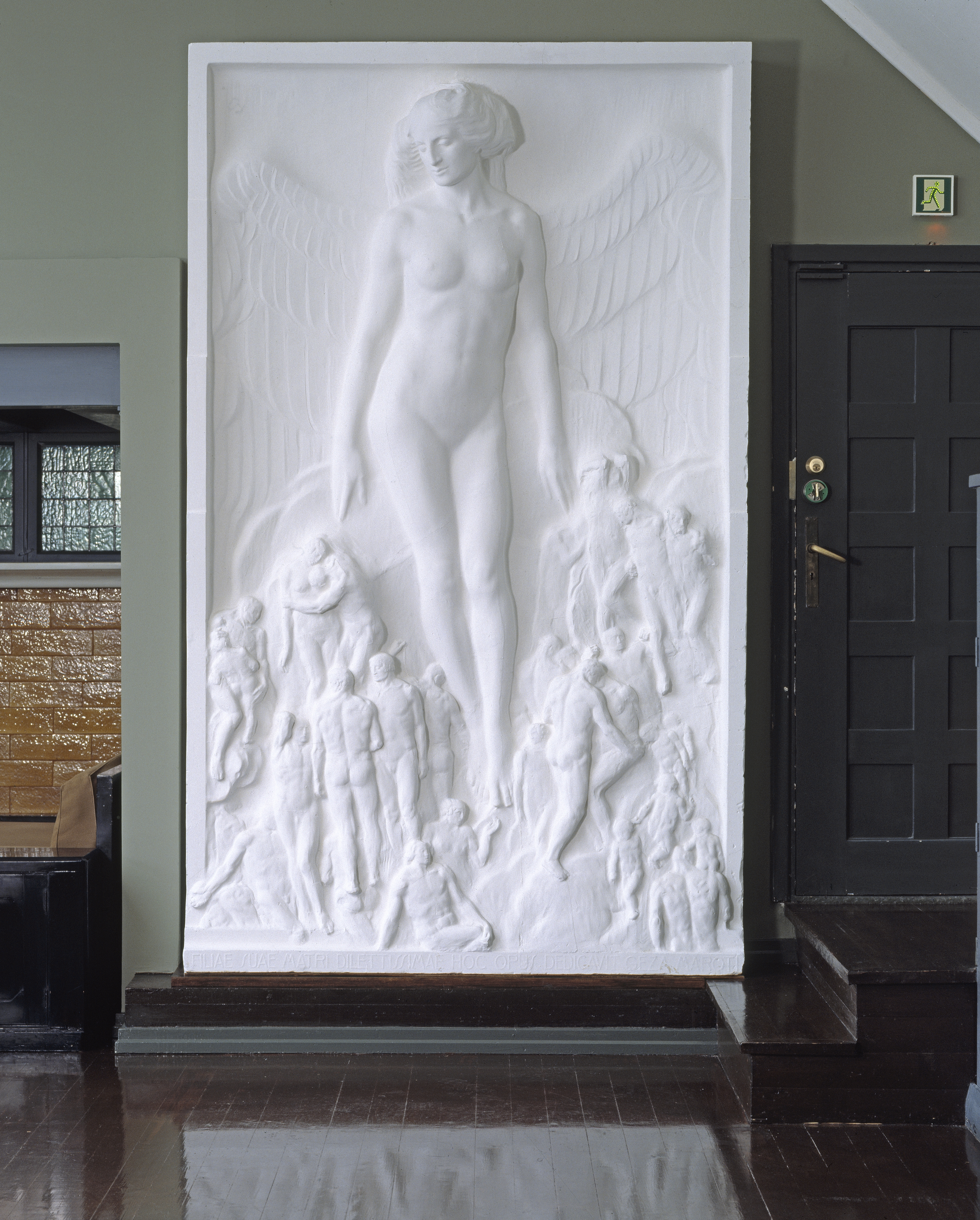
Рельеф Геза Мароти "Ангел воскрешения" в студии
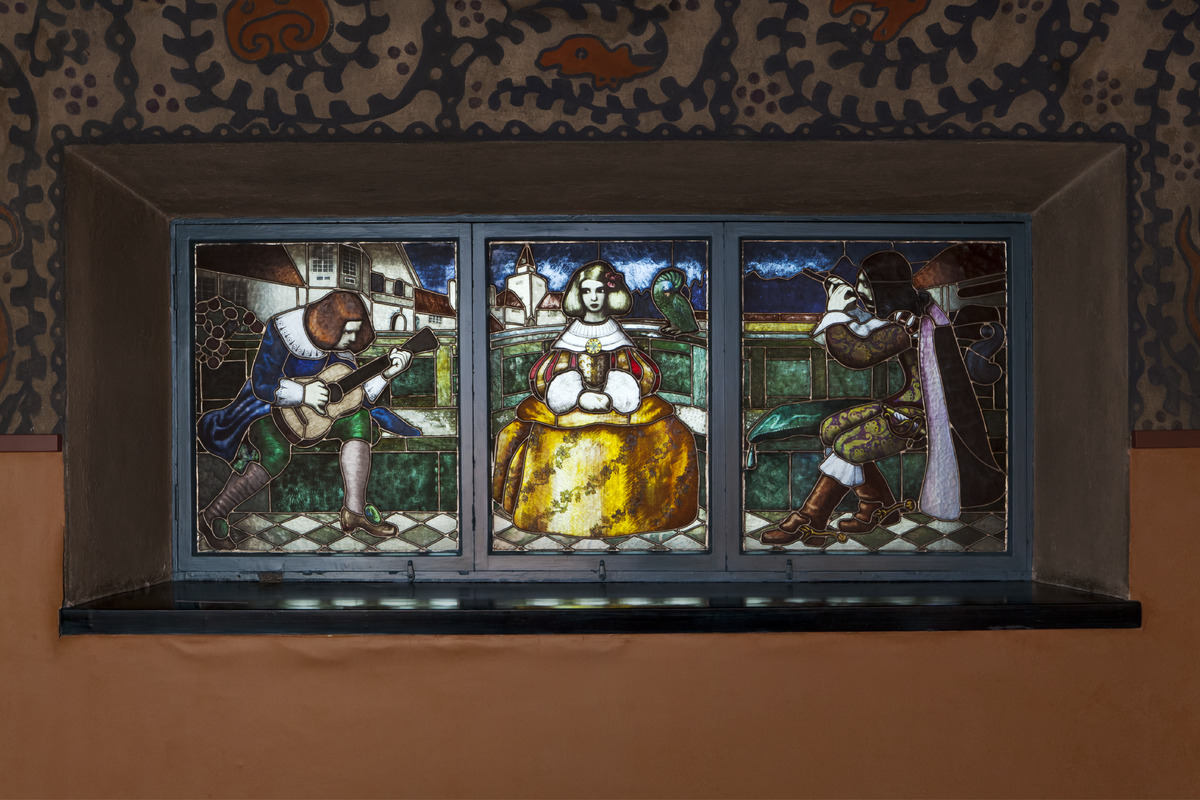
Витражи Ольги Гуммерус-Эрстрём "Женихи-соперники"